# Spetaea lachenaliiflora
Spetaea lachenaliiflora är en sparrisväxtart som beskrevs av Wetschnig och Pfosser. Spetaea lachenaliiflora ingår i släktet Spetaea och familjen sparrisväxter. Inga underarter finns listade i Catalogue of Life.